# Whenuakura (fleuve)

Le fleuve Whenuakura  (anglais : Whenuakura River)  est un  cours d’eau de la région de Taranaki de l’Île du Nord de la Nouvelle-Zélande.

## Géographie
Il s’écoule vers le Sud à partir de son origine au nord-est du lac Rotorangi et atteint la côte à 5 kilomètres au  sud-est de la ville de Patea pour se jeter dans le South Taranaki Bight.